# ديشون توماس
ديشون توماس (بالإنجليزية: Deshaun Thomas)‏ مواليد 28 أغسطس 1991 في فورت واين، هو لاعب كرة سلة أمريكي بدأ مسيرته الاحترافية في سنة 2013 حيث تم اختياره من قبل فريق سان أنطونيو سبرز خلال الدرافت، ويحمل الرقم 23. يبلغ طوله 6 قدم 7 بوصة (2.0 م).

## فرق لعب لها
- جاي إس إف نانتير
- نادي برشلونة لكرة السلة

## روابط خارجية
- ديشون توماس على موقع الدوري الأوروبي لكرة السلة (الإنجليزية)
- ديشون توماس على موقع سبورتس رفرنس (الإنجليزية)
- ديشون توماس على موقع الدوري الإسباني لكرة السلة (الإسبانية)
- ديشون توماس على موقع كرة السلة الأوروبية.كوم (الإنجليزية)
- ديشون توماس على موقع DraftExpress.com (الإنجليزية)
- ديشون توماس على موقع كلية كرة السلة في سبورتس رفرنس.كوم (الإنجليزية)
- ديشون توماس على موقع ريلجم (الإنجليزية)
- ديشون توماس على موقع بروبوليرز (الإنجليزية)
- ديشون توماس على موقع سبورتس رفرنس (الإنجليزية)
- ديشون توماس على موقع سبورتس رفرنس (الإنجليزية)